# Veřejné záchodky a tramvajová čekárna na náměstí Republiky (Plzeň)
Veřejné záchodky a tramvajová čekárna na náměstí Republiky v Plzni (ev. č. 1760) je malá dvoupodlažní pavilónová secesní stavba z let 1911–1915 od Viktorina Šulce. Stojí na jižní straně náměstí. Nadzemní podlaží původně sloužilo jako čekárna tramvajové zastávky, dnes jsou prostory využívány v rámci restauračního provozu. Podzemní podlaží slouží jako veřejné záchodky. Stavba byla v roce 2008 nákladně opravena a je kulturní památkou.